# Manuel Iradier
Manuel Iradier y Bulfy (Vitoria, 6 de julio de 1854-Valsaín, 19 de julio de 1911) fue un africanista y explorador español.

## Biografía

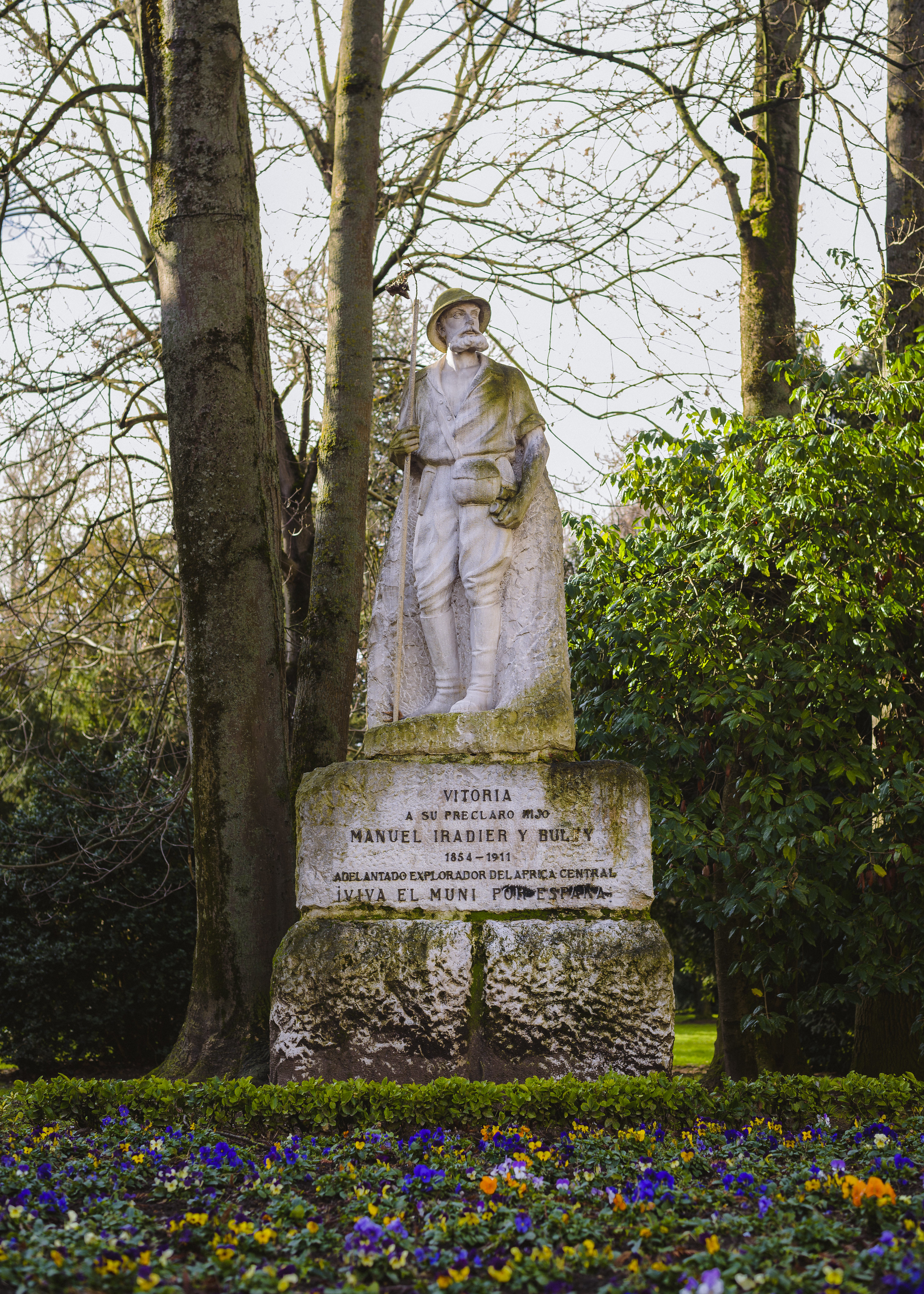
Monumento a Manuel Iradier en Vitoria.

De familia con fuerte arraigo vitoriano, era primo en primer grado de Eduardo Dato, diputado por Vitoria y futuro Presidente del Consejo de Ministros.
Manuel Iradier cursó estudios de filosofía y letras, pero sus inquietudes personales y la posible influencia de Henry Stanley lo impulsaron hacia la exploración científica. Conocía la obra geográfica de Joaquín Pellón.
A fines de 1868 Manuel Iradier constituye la Sociedad viajera para estudiar el plan de un viaje de exploración a través del África, en 1871 adoptan el nombre de La Exploradora y tres años más tarde tienen que descartar el proyecto de atravesar África desde El Cabo hasta el Mediterráneo, por ambicioso y por la tercera guerra carlista en las Provincias Vascas, sustituyéndola por otra exploración por el África central desde las costas españolas del Golfo de Guinea, que realizó entre los años 1875 y 1877 recorriendo las islas de Corisco y Fernando Poo:

[...] La Asociación, armonizando las ideas de exploración y civilización del África central con la de prosperidad de las colonias españolas [...] y al efecto, su Presidente Manuel Iradier la llevó á cabo durante los años 1875, 1876 y 1877 con un gasto de 8000 pesetas recorriendo 1876 kilómetros por países casi desconocidos.

Partió de Vitoria para una expedición a África en 1874, con su esposa Isabel de Urquiola y su cuñada. Pasó una temporada en Canarias y llegó a Fernando Poo a mediados de 1875. Se instaló en un islote llamado Elobey Chico, donde tuvo una hija. Posteriormente, exploró la región de Río Muni. A su regreso, se trasladó con su familia a Fernando Poo. Su hija falleció en 1876. Cuando su mujer quedó embarazada de nuevo, recomendó a su mujer y a su cuñada que lo esperasen en Canarias, a donde fueron ambas. Regresó con toda su familia a Vitoria en diciembre de 1877. Escribió esta expedición en su libro África (1887).
En 1881 

prepara una segunda expedición prepara la segunda expedición, presupuestada en 20 000 pesetas, que intentará recorrer la región comprendida entre la bahía de Corisco y el lago Mvutan, desarrollando un itinerario de más de 3000 millas geográficas. [...]

La Asociación considera también como su deber el sembrar las máximas de la religión cristiana en los pueblos indígenas; perfeccionar sus conocimientos; animarlos al comercio y á la agricultura proporcionándoles las semillas más útiles, y prohibir el comercio de esclavos. [...]

La Exploradora creará una red de estaciones que á la vez que científicas serán hospitalarias y civilizadoras, y que obrando simultáneamente en su misión y con persistencia llevarán á los países africanos, la civilización de los pueblos europeos, que como marea ascendente  salvará las costas, atravesará los valles y las cordilleras y plantará su honrosa bandera en los últimos rincones de ese país, que si hasta ahora ha estado olvidado, hoy la sociedad culta, arrastrada por una fuerza irresistible que sólo viene de Él que rige los destinos del Mundo, la señala como la tierra de promisión.

La Sociedad Geográfica de Madrid, fundada en 1876, y la Sociedad Española de Africanistas y Colonistas, fundada en 1883 por Francisco Coello y Joaquín Costa, le ayudaron a realizar una nueva expedición. En esta iban también el médico Amado Eugenio Osorio y Zabala, el notario Bernabé Jiménez y el cabo de Marina Antonio Sanguiñedo. El objetivo era ocupar los territorios que correspondían a España en virtud del Tratado de San Ildefonso. Partieron en 1884 y regresaron en 1885.
A pesar de las ayudas, sus recursos eran muy limitados: «con verdadero dolor estampamos la pequeña cifra de 124 para indicar el número de asociados» y al igual sus los contactos del primer viaje en el destino: «Indígenas encargados de notificar á la asociación el estado político del país comprendido entre la bahía de Corisco y los teritorios Mugunda y Bujeba: Rey Inyenye. Manuel Bonkoro. jefe Bodumba. José Imama. Jefe Bonkoro. Makoko».
De aquellos reyes dirá Joaquín Costa: «Por supuesto, que al hablar de reyes vasallos de España, ya entenderéis que no se trata de Carlo-Magnos ni de Tamerlanes: son reyes que van descalzos y que  duermen encima de una estera; que fabrican por sí las redes con que pescan; que descabezan tres súbditos por el gran delito de romper la mejor de sus joyas reales, un vaso de vidrio de 35 céntimos; que convocan á sus consejeros, aplicando á sus labios un resonante cuerno; que ofrecían á Iradier una cabra y algunas gallinas á cambio de un fusil y ocho libras de pólvora; y que no titubean en ceder su país y pedir bandera á una nación europea por unas cuantas botellas de ron ó de ginebra».
En sus dos viajes de exploración al África ecuatorial en los cuales logró realizar una importante compilación geográfica, biológica, etnológica y lingüística; además, sentó las bases de la gestación política de la Guinea Española, nación actualmente conocida como Guinea Ecuatorial.
Desde el regreso de su segundo viaje, y tras los homenajes y las exposiciones de los conocimientos adquiridos, Manuel Iradier se dedicó a poner en práctica su inventiva: creó un modelo de contador automático de agua, un fototaquímetro, un nuevo procedimiento tipográfico que acortaba las labores de imprenta, etc. A partir de 1901, residió en Madrid, y en 1911, murió en Valsaín, Segovia, donde vivió sus últimos días. Una calle de su ciudad natal lo recuerda con su nombre.

## Francmasonería
Manuel Iradier fue iniciado en la francmasonería en la entonces «Logia Victoria» de la ciudad de Vitoria quien, en 1881, llegó a ser secretario de la misma.
Después de la guerra civil española, la logia Victoria desaparece, y hasta 1993 no se vuelve a instalar la francmasonería en la ciudad de Vitoria, adoptando el título distintivo de «Respetable Logia Manuel Iradier», en homenaje al explorador.